# 圣克里斯蒂娜-德拉波尔沃罗萨
圣克里斯蒂娜-德拉波尔沃罗萨（西班牙語：Santa Cristina de la Polvorosa），是西班牙卡斯蒂利亚-莱昂萨莫拉省的一个市镇。 总面积39平方公里，总人口1257人（2001年），人口密度32人/平方公里。